# The Lemon Song
"The Lemon Song" é uma canção de banda britânica de rock Led Zeppelin. Contida em seu segundo álbum de estúdio, foi lançada em 22 de outubro de 1969. Foi gravada na Mystic Studios, em Hollywood, enquanto a banda fazia sua segunda turnê pelos Estados Unidos.

## Composição
"The Lemon Song" é atada por insinuações sexuais, e é apresentada por como uma das canções de Blues mais influentes do Led Zeppelin. Foi gravado praticamente ao vivo em estúdio, e sem dispositivos eletrônicos foram usadas para criar o eco no vocal de Robert Plant. A canção foi creditada como uma composição dos quatro membros da banda entretanto, em dezembro de 1972, a Arc Music dona dos direitos autorais das canções de Howlin' Wolf processou a banda por violação de direitos autorais em "The Lemon Song". Embora a quantidade não foi divulgada, Wolf recebeu um cheque de 45.123 dólares americanos da Arc Music imediatamente após os fatos, as versões posteriores creditavam Wolf como co-autor da canção.
"The Lemon Song" foi tocada ao vivo nas três primeiras turnês do Led Zeppelin nos Estados Unidos (na primeira turnê como "Killing Floor"), antes de ser descartado de seu set ao vivo no final de 1969. No entanto a sequencia "espremer meu limão" continua a ser introduzida em partes de "Whole Lotta Love" em outras partes.
Jimmy Page realizada esta canção em sua turnê com The Black Crowes em 1999. Uma versão de "The Lemon Song" realizado por Page e The Black Crowes pode ser encontrada no álbum Live at the Greek.

## Créditos
- Robert Plant - vocal
- Jimmy Page - guitarra
- John Paul Jones - baixo
- John Bonham - bateria